# Стари Трг (рударско насеље)
Стари Трг (рударско насеље) (алб. Stantërg или Stantërgu; до 1975. године Рударско Насеље) је насеље у општини Косовска Митровица, Косово и Метохија, Република Србија.

## Геолошка истраживања сребрне планине
Завршетком Првог светског рата у Краљевини Срба, Хрвата и Словенаца, после нешто више од 200 година прекида сваке рударске активности, настаје поновно интезивирање рударске делатности. Највећи део рудишта са подручја Старог Трга постаје предмет интересовања страног капитала, у првом реду енглеског.
Почетком 1919.године била је упућена једна енглеска мисија која је имала задатак да процени штете нанете привреди краљевине услед непријатељске окупације током првог светског рата и да предложи неопходне мере за обнову опустошених крајева.
Члан ове Мисија Александар Бреј (енгл. Alexandar Wray) из одељења за научна и индустријска истраживања у току лета 1919. године, поднео је опширан извештај под насловом Геологија и минерална богатства државе Срба, Хрвата и Словенаца. У овом извештају он је дао оцену стања свих рудника који су били активни до избијања првог светског рата, а делом експлоатисани од стране Аустоуграске монархије. Иако у региону Копаоника у то време није било активних рудника. Вреј је обишао и овај терен и у свом извештају је нагласио постојање сулфида олова и цинка, који су у прошлости експолоатисани на многим местима, о чему су сведочила многа рударска насеља и стара шљакишта. Он подвлачи, да су на овом подручју најважније руде олова, али и да има и руда цинка, гвожђа, бакра и сребра. Интересантно је да у набрајању локалитета он помиње између осталих. Бело Брдо, Војетин, а Стари Трг и Трепчу посебно напомиње. Као разлог што овај рударски регион до тада није валоризован, он наводи непостојање неопходних саобраћајних комуникација.
Већ 1924. године по брдовитим и запуштеним крајевима у подгорју Копаоника и Косовско-моравске области, размилиле су се у групе енглеских истраживача-геолога,који су претражили стара рудишта. О интенизитету и обиму истрага које су предузтели може се судити и по једном извештају у коме стоји податак да су на овим теренима пронашли и обележили на мапама око 10,000 старих копова.
Обзиром да је читав овај регион као рударску концесију добио Никола Пашић непосредно након прикључења Србији после балканских ратова Selection Trust LTD је ступио у везу са њим и повео преговоре о куповини ове концесије али само на искључивоправо истраживања
И за живота Николе Пашића у преговере са Енглезима био је укључен његов син Радомир-Раде Пашић. Ради добијања оцене праве вредности концесије млађи Пашић је ангажовао једну екипу стручњака на челу са загребачким професором Тућаном. Ова екипа је још 1925. године извршила на терену и закључила да је Трепча грандиозно налазиште среброносних и златоносних оловним цинковних и бакарних руда и да никаква сума која се уложи у њихову експолатацију није превелика.
Крајем 1925. године југословенски инжењер Драшкоци скренуо је пажњу енглеској компанији Selection Trust LTD на могућности које Трепча пружа. Компаније је већ почетком наредне године упутила екипу експерата да истражи подручје Старог Трга и околине.
Дакле, од 1926. године рудне потенцијале Трепче испитивала је британска компанија Selection Trust LTD, на челу са Алфредом Честером (енгл. Alfred Chester Beatty), ирско-америчким инжињером рударства. Он је био познат по томе да је упошљавао добре стручњаке, који су проналазили профитабилне наслаге руде.
У случају Трепче, опсежна истраживања у раздобљу од 1925-1932. године извршио је енглески инжињер Харолд Аборт Титкомб (енгл. Harold Abbott Titcomb) и југословенски инжињер Зборил. Већ у јулу исте године утврђено је постојање богатог оловно-цинковног рудног тела на хоризонту 830м. Након тога „Selection Trust LTD“ откупља концесију „Трепча“ за експлоатацију руда од Радомира Пашића. Ова концесија простирала се на површини од 529.742.261м2 у Трепчи, Рогозни и Слатинској Соколици.
Након првих повољних резултата на хоризонту 830 метара извршена су геолошка истраживања и на коти 610 метара и коти 485 метара, као и на локалитетима у рејону села Мељенице, око 1,5 километара северно-источно од Старог Трга, затим на Трепчанском брду, око 2,5 километара источно од рудника.Истражним радовима утврђено је да се рудна маса састоји из сулфида олова,цинка и гвожђа,са малом количином сребра удруженог са оловом.

## Оснивање предузеђа „Trepca Mines Limites“
Након првих резултата истраживања добијене су јасне индикације о огромном рудним потенцијалима лежишта у Старом Тргу. Због тога је у 9. децембра 1927. године основана компанија Trepca Mines Limites, са седиштем у Лондону, генералном дирекцијом у Звечану и пословницом у Београду, са 2.400 радника, 60 инжињера и 50 чиновника и почетник капиталом од скоро 300.000 фнути. Компанија је регистрована 22.децембра исте године.На челу компаније налазио се Алфред Честер Бити са још 19 експерата из Велике Британије и Америке. Од 1928. године руковођење компанијом поверено је познатом енглеском рударском инжењеру Ховију.
Компанија је приступила системским истражним радовима и већ 1928. године биле су утврђење резерве руде од 500.000 тона. Ова количина је од 1930.године повећана на 1.750.000 тона. Истовремено је повећан и акцијски капитал, који је приликом оснивања компаније износио 107.500 фунти стерлинга. Због проширења истражних радова, ова сума је убрзо повећана на 200.000 фунти. Кад су утврђене велике количине руде, Управни одбор компаније је 1929. године одлучио да се капитал повећа на 1.000.000 фунти ради изградње постројења за транспорт и флотирање руде, те изграње радничких насеља и стамбених објеката за службенике и инжењерски кадар у Старом Тргу, Првом Тунелу, Звечану.Гради се и пут од Косовске Митровице до Старог Трга дужине од око 9км.
Утврђење резерве руде биле су не само велике по количини и богате по садржају олова, цинка и других метала, пре свега сребра, већ су биле концентрисане на малом простору, што је њихову експлоатацију чинило веома рентабилном. Сем тога, овај рударски регион имао је и повољан географски положај с обзиром на потрошаче његових концентрата. Наиме, пошто је је краљевина Југославија била индустријски неразвијена земља, није имала потребу за оловом и цинком који су се производили у Трепчи, већ су они били намењени извозу.Потрошачких ових метала могле су бити само западно-европске и средње-европске индустријске земље. Пошто су оне овим металима претежно снабдевале из прекоокеанских земаља, рудник Стари Трг, имао је обезвеђен пласман на тржишту Европе,с обзиром на далеко мање транспортне трошкове.

## Свечано отварање рудника
Свечано отварање рудника обављено је 10. октобра 1930. године. Свечаности су присуствовали Његово Височанство Краљ Александар Карађорђевић, Кнез Павле, министар шума и руда Душан Сернец, министар трговине и индустрије Деметровић, генерални директор „Selection Trust LTD“ и председник Управног одбора компаније „Trepca Mines Limited“ Алфред Честер Бити и други представници компаније из Енглеске,као и британски посланик у Београду Хендерсон.
Његово Височанство Краљ Александар Карађорђевић стигао је у Косовску Митровицу у 09:30 часова специјалним возом из Београда који је пристао на стару станицу „Bair“, а потом је уз ескорт аутомобилом отишао до Косовске Митровице и Старог Трга.

## Становништво
| Демографија | Демографија | Демографија |
| Година      | Становника  | Становника  |
| ----------- | ----------- | ----------- |
| 1991.       | 24          |             |